# Zamek (rejon żółkiewski)
Zamek (ukr. Замок) – wieś na Ukrainie, w rejonie lwowskim (wcześniej w rejonie żółkiewskim) obwodu lwowskiego. Wieś liczy około 630 mieszkańców.
W II Rzeczypospolitej do 1934 samodzielna gmina jednostkowa. Następnie należała do zbiorowej wiejskiej gminy Magierów w powiecie rawskim w woj. lwowskim. Po wojnie wieś weszła w struktury administracyjne Związku Radzieckiego.

## Zabytki

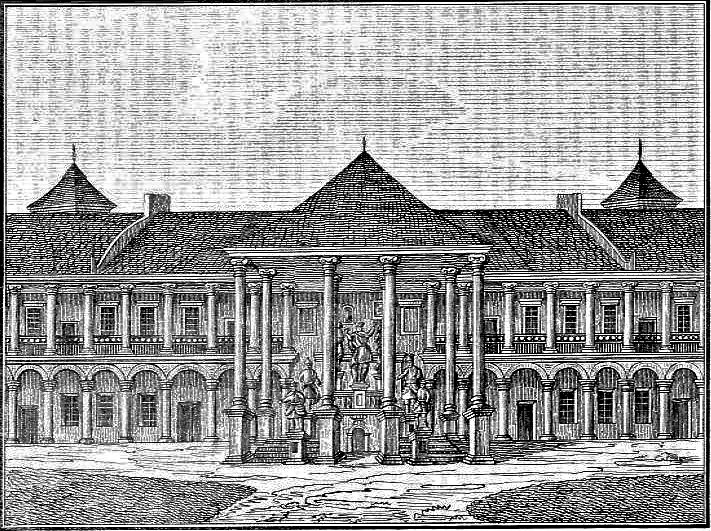
Pierwotne miejsce rzeźb w zamku w Żółkwi, 1847

- zamek wybudowany na planie czworoboku w XVI w. przez Jana Magiera, założyciela miasta. Naroża zamku były wzmocnione dwukondygnacyjnymi wieżami (o podstawie kwadratu, przechodzące na piętrze w ośmiobok), z których trzy zachowały się do 1939 r. Między dwiema wieżami znajdował się pałac rezydencjonalny. Na dziedzińcu zamku stało sześć rzeźb z XVIII w. przedstawiających: Jana Daniłowicza, Hieronima Radziwiłła, Karola Radziwiłła, Jakuba Sobieskiego, Jana III Sobieskiego, Stanisława Żółkiewskiego, pochodzących z portyku zamku w Żółkwi. Po II wojnie światowej zamek rozebrano a park wykarczowano[2][3].